# نادژدا فیلیپووا
نادژدا فیلیپووا (انگلیسی: Nadezhda Filippova؛ زادهٔ ۱۷ سپتامبر ۱۹۵۹) بازیکن هاکی روی چمن اهل اتحاد جماهیر شوروی سوسیالیستی است.